# Barres de couleur SMPTE

Rendu des barres de couleur SMPTE en SD.

Les barres de couleur SMPTE sont une mire télévisuelle utilisée par le standard vidéo NTSC, notamment en Amérique du Nord. La Society of Motion Picture and Television Engineers (SMPTE) y réfère en tant que l'Engineering Guideline EG 1-1990. Elles permettent de calibrer la signalisation vidéo NTSC ainsi que pour ajuster un moniteur ou récepteur télévisé au niveau de la chrominance NTSC ainsi que de la luminance.
La mire a été conçue par Norbert D. Larky et David D. Holmes des RCA Laboratories (en) et est publiée pour la première fois dans le RCA Licensee Bulletin LB-819 le 7 février 1951 (U.S. patent 2,742,525). Anciennement catégorisée par le SMPTE sous l'appellation ECR 1-1978, son développement est récompensé d'un Emmy Awards en 2001-2002.

Rendu des barres de couleur SMPTE en HD.

Une version étendue de la mire est développée par la Japanese Association of Radio Industry and Businesses. Elle est nommée ARIB STD-B28 et est standardisée sous l'appellation SMPTE RP 219:2002. La High-Definition, Standard-Definition Compatible Color Bar Signal est ainsi introduite pour tester les signaux HDTV en format 16:9, signaux qui peuvent être convertis en SDTV de format 4:3 ou 16:9.
Le SMPTE EG-1 est classé cinquième lors d'un sondage sur les principaux standards utilisés par les organisations au cours des 100 premières années. Les deux versions de la mire (EG 1-1990 et RP 219:2002) sont sous copyright de SMPTE[réf. souhaitée].

## Description
Le premier deux-tiers du sommet de l'image de la mire SMPTE originale présente sept barres de couleur à 75 % d'intensité. De gauche vers la droite, les couleurs sont blanc, jaune, cyan, vert, magenta, rouge et bleu. Cette séquence représente les sept combinaisons possibles utilisant au moins l'une des trois couleurs RGB, avec le bleu pour les barres 1, 3, 5 et 7, le rouge pour les barres 1, 4 et 7, et le vert pour les barres 1 à 4. Puisque le vert présente la plus grande partie de la luminance, suivi par le rouge et le bleu, cette séquence de barres apparaît sur un waveform monitor (en) comme une échelle décroissante de gauche vers la droite. Le graticule d'un vectorscope (en) est ajusté afin de déterminer où les sept barres doivent apparaître si le signal est correctement ajusté.
Les sept barres se terminent chacune par un rectangle de couleur différente. On retrouve ainsi un rectangle bleu, magenta, cyan et blanc au positions 1, 3, 5 et 7, chacun séparés par un rectangle noir aux positions 2, 4 et 6.
| Couleur | NTSC Luma | Angle de phase analogique NTSC |
| ------- | --------- | ------------------------------ |
| Gris    | 77 IRE    |                                |
| Jaune   | 69 IRE    | 167,1°                         |
| Cyan    | 56 IRE    | 283,4°                         |
| Vert    | 48 IRE    | 240,8°                         |
| Magenta | 36 IRE    | 60,83°                         |
| Rouge   | 28 IRE    | 103,4°                         |
| Bleu    | 15 IRE    | 347,1°                         |
| Blanc   | 100 IRE   |                                |
| Noir    | 7,5 IRE   |                                |
| -I      |           | 303°                           |
| +Q      |           | 33°                            |

Valeurs 8-bit des barres de couleur SMPTE à 75 % (= 0.75 * 219 + 16 = 180)
| Couleur    | R-G-B       | Y'-Pb-Pr    |
| ---------- | ----------- | ----------- |
| Gris       | 104-104-104 | 104-128-128 |
| 75 % Blanc | 180-180-180 | 180-128-128 |
| Jaune      | 180-180-16  | 168-44-136  |
| Cyan       | 16-180-180  | 145-147-44  |
| Vert       | 16-180-16   | 133-63-52   |
| Magenta    | 180-16-180  | 63-193-204  |
| Rouge      | 180-16-16   | 51-109-212  |
| Bleu       | 16-16-180   | 28-212-120  |
| Noir       | 16-16-16    | 16-128-128  |

Valeurs 8-bit des barres de couleur SMPTE à 100%  (= 1.00 * 219 + 16 = 235)
| Couleur     | R-G-B       |
| ----------- | ----------- |
| 100 % Blanc | 235-235-235 |
| 75 % Blanc  | 180-180-180 |
| Jaune       | 235-235-16  |
| Cyan        | 16-235-235  |
| Vert        | 16-235-16   |
| Magenta     | 235-16-235  |
| Rouge       | 235-16-16   |
| Bleu        | 16-16-235   |
| Noir        | 16-16-16    |